# Сирената от Мисисипи
„Сирената от Мисисипи“ (на френски: La sirène du Mississipi) е френски драматичен филм от 1969 година на режисьора Франсоа Трюфо.

## Сюжет
В далечна колония на Франция в Централна Африка, богатият тютюнев плантатор Луи Мае живее охолен, но самотен живот. Тъй като няма много варианти да си намери съпруга, Луи пуска обява, на която се отзовава красивата Жули Расел. Разполагащ единствено със снимката ѝ, Луи решава да поеме риска, кани я при себе си и обсебен от красотата ѝ бързо се жени за нея. Но скоро след това Жули изчезва с голяма част от състоянието му...

## В ролите
| Изпълнител       | Роля                                  |
| ---------------- | ------------------------------------- |
| Жан-Пол Белмондо | Луи Мае                               |
| Катрин Деньов    | Жули Русел / Марион Вергано (Бердамо) |
| Мишел Буке       | частен детектив Комоли                |
| Нели Боржо       | Берта Русел                           |
| Марсел Бербер    | Жардин                                |
| Ролан Тино       | Ришар                                 |
| Ив Друе          | детектив                              |